# Вільгельм Шаумбург-Ліппе
Вільгельм Фрідріх Ернст Шаумбург-Ліппський (нім. Wilhelm Friedrich Ernst zu Schaumburg-Lippe; нар. 9 січня 1724, Лондон — пом. 10 вересня 1777, Вельпінггаузен) — німецький аристократ, визначний військовий теоретик, правитель  Шаумбург-Ліппського графства (1748—1777), відомий полководець Семирічної війни, генерал-фельдцейхмейстер Ганноверського курфюрства і генерал-фельдмаршал Великої Британії, маршал-генерал Португалії (1762). Розробник полемологічної теорії «чистої оборонної війни», яку він вважав єдино прийнятною з етичних міркувань.

## Біографія
Народився 9 січня 1724 року в Лондоні. Був другим (молодшим) сином графа Шаумбург-Ліппе Альбрехта Вольфганга (1699—1748) та його першої дружини, графині Маргарити Гертруди Еєнгаузен (1701—1726), молодшої позашлюбної дочки короля Англії і курфюрста Ганновера Георга I та його коханки Мелюзини фон дер Шуленбург. Навчався у школі в Женеві, потім в університетах Лейдена і Монпельє. Після повернення в Лондон зарахований у британську королівську гвардію у званні кадета.
1742 року після загибелі на дуелі свого старшого брата Георга Вільгельм повернувся у Бюккебург як новий спадкоємець графського титулу. Під час Війни за австрійську спадщину Вільгельм супроводжував свого батька, генерала на голландській службі. 1743 року брав участь у битві при Деттінгені. Добровольцем на австрійській службі Вільгельм Шаумбург-Ліппе брав участь в італійській кампанії 1745 року.

25 жовтня 1748 року після смерті свого батька Вільгельм став новим володарем графства Шаумбург-Ліппе. Війна із сусіднім графством Гессен-Кассель запобігла анексії території графства, була гарною школою для розвитку стратегічного потенціалу Вільгельма. Щоб перейняти військовий досвід, він подався у Берлін до двору короля Пруссії Фрідріха II, де завдяки знанню кількох мов: французької, англійської, латини, італійської та португальської — опинився серед найближчого оточення короля (в якому на той час перебував Вольтер). Пізніше граф Вільгельм Шаумбург-Ліппе відвідав Італію та Угорщину.

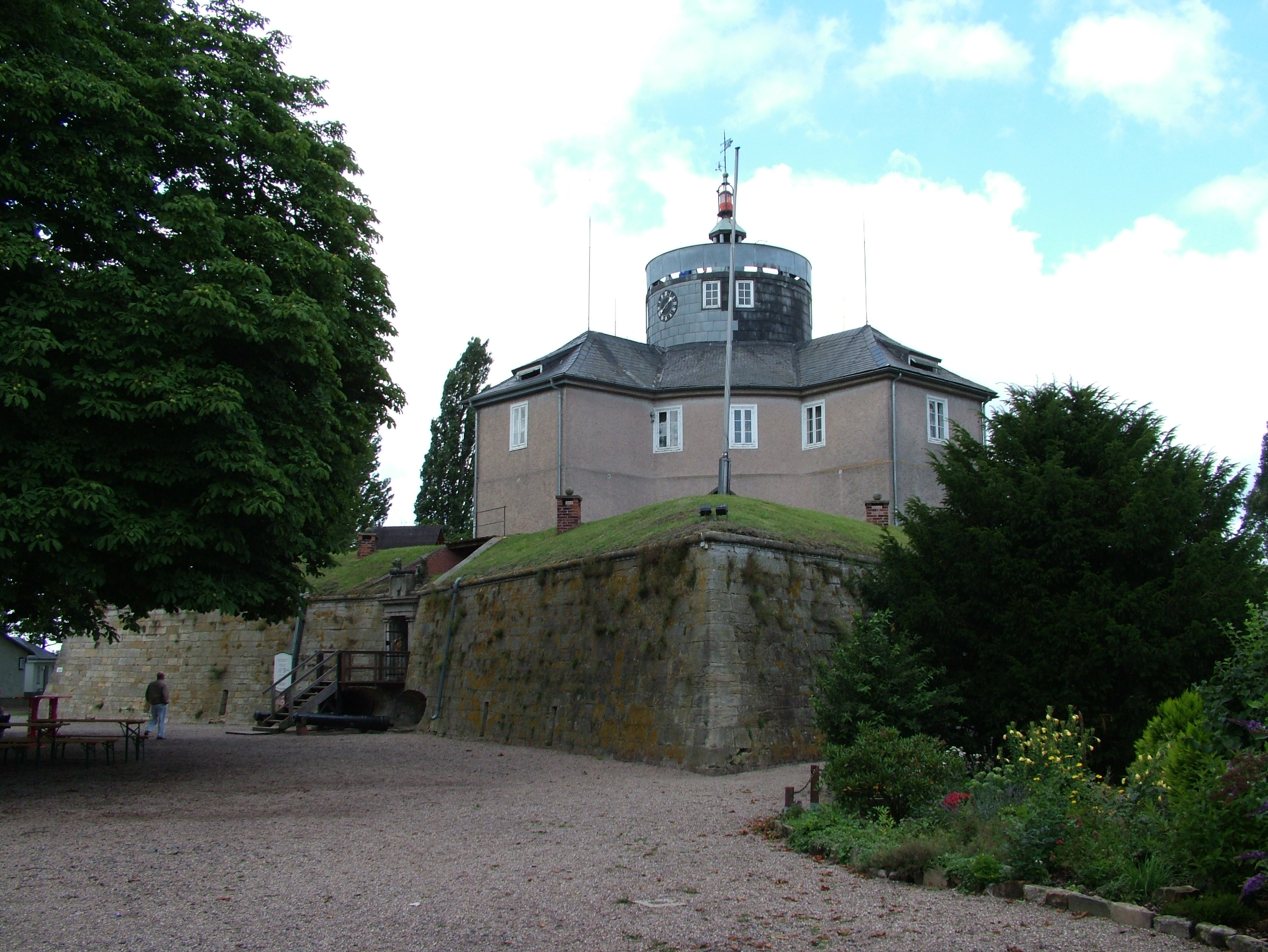
Споруджена за наказом графа Вільгельма фортеця Вільгельмштайн

На початку Семирічної війни граф Вільгельм Шаумбург-Ліппе на чолі свого полку вступив до лав англо-прусської коаліції. У званні генерал-майора відзначився на ганноверській службі під час битві при Міндені у 1759 році, коли, командуючи артилерією, зупинив французьку атаку на лівий фланг. 1759 року призначений командувачем всієї артилерії англо-прусської коаліції.

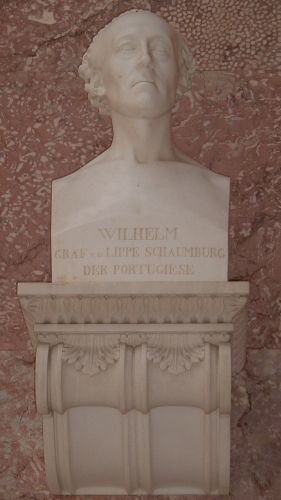
Погруддя графа Вільгельма Шаумбург-Ліппе у Валгаллі

1762 року на прохання маркіза Помбала (державного секретаря Португалії) граф Вільгельм Шаумбург-Ліппе у званні генералісимуса очолив союзні (англо-португальські) війська у Португалії, що діяли проти іспанської армії в ході іспано-португальської війни 1761—1763 рр. Граф Вільгельм Шаумбург-Ліппе провів геніальну оборонну операцію і відбив вторгнення франко-іспанської армії 1762 року. На прохання маркіза Помбала граф Вільгельм Шаумбург-Ліппе залишився у Португалії на цілий рік після підписання мирного договору в 1763 році, щоб відновити і вишколити португальську армію. Граф заснував військову школу і школу артилерії. Крім того, збудував нову фортецю в Елваші. Спочатку фортеця носила ім'я «Nossa Senhora da Graça», згодом португальський король перейменував її на Форт Ліппе на знак визнання заслуг графа. Потім Вільгельм Шаумбург-Ліппе повернувся в Німеччину. На знак подяки за його заслуги під час командування британським експедиційним корпусом у Португалії англійська корона присвоїла йому звання генерал-фельдмаршала.
Як авторитетний військовий теоретик він був палким прибічником оборонної війни, яку з етичних міркувань уважав за єдино припустиму. Одним із його найвідоміших гасел було таке: «Лишень оборонна війна правомірна!» В основі стратегії, яку він розробив, була концепція «укріплених місцевостей» у районах, особливо відкритих для вторгнення армій: поєднання опорних пунктів, озброєного сільського населення та солдатів, частково зайнятих у мирний час у сільському господарстві.
10 вересня 1777 року 53-річний граф Вільгельм Шаумбург-Ліппе помер у Вельпінггаузені. Його наступником став його родич Філіп II, граф Шаумбург-Ліппе (1723—1787), що правив у 1777—1787 роках. На вшанування пам'яті про Вільгельма Шаумбург-Ліппе як визначної постаті в історії Німеччини у залі слави Валгалла встановлено його погруддя.

## Родина

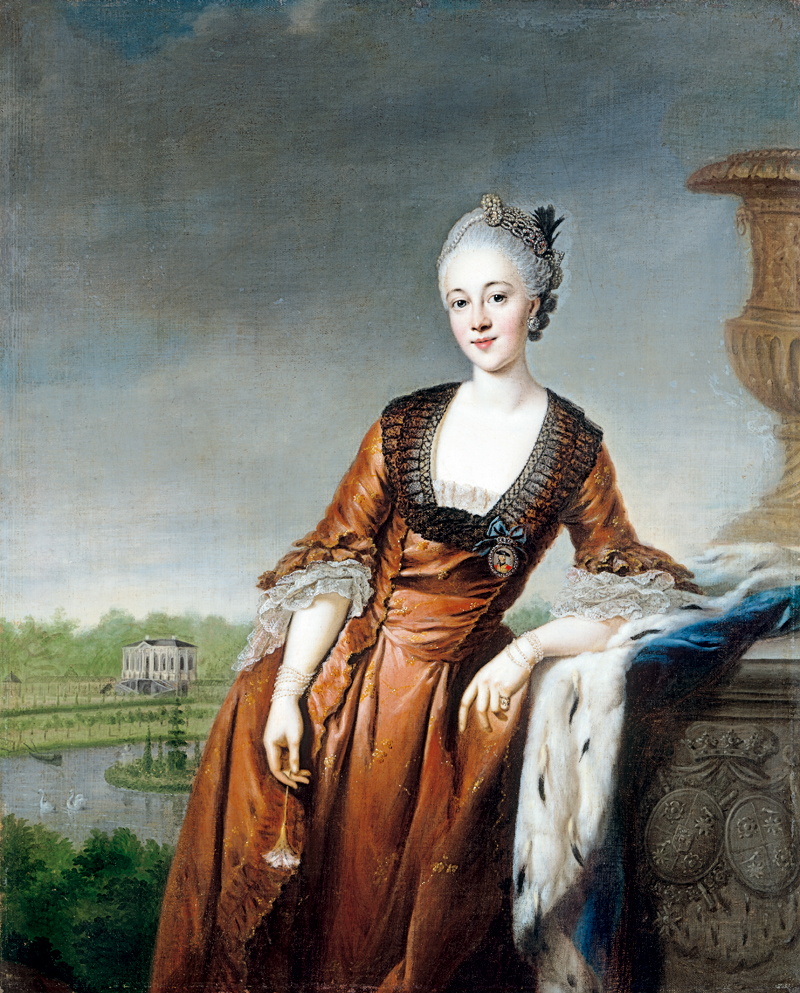
Марія Барбара Елеонора цу Ліппе-Бістерфельд, дружина графа Вільгельма Шаумбург-Ліппського

Станом на 1764 рік Вільгельм мав двох дітей: Йосипа і Олімпію Петронеллу. Вони народилися в Елваші у Португалії. Олімпія була хрещена в церкві «Matriz» в Кампу-Майор 24 червня 1764 року. Пізніше, перед її одруженням, Олімпію офіційно визнав Філіп II, граф Шаумбург-Ліппе, і вона дістала ім'я Олімпія Петронелла Ернестина Шаумбург-Ліппе. Олімпія померла 25 листопада 1822 року.
12 листопада 1765 року в Штадтгагені Вільгельм Шаумбург-Ліппе одружився з на 20 років молодшою графинею Марією Барбарою Елеонорою Ліппе-Бістерфельд (16 червня 1744 — 16 червня 1776), молодшою дочкою Карла Фрідріха Августа, графа Ліппе (1706—1781). Єдина дочка від цього шлюбу Емілія (30 червня 1771 — 18 червня 1774) померла у віці трьох років, а через два роки відійшла у вічність і дружина. Після цих ударів долі Вільгельм повернувся у свою мисливську резиденцію Берглебен біля Вельпінггаузена, залишаючись відтоді бездітним. 

## Праці
- Schriften und Briefe. Hrsg. von Curd Ochwadt. (= Veröffentlichungen des Leibniz-Archivs; 6–8). Klostermann, Frankfurt am Main 1977–1983.
  - Bd. 1: Philosophische und politische Schriften. 1977. (Unvollständige Vorschau bei Google Bücher)
  - Bd. 2: Militärische Schriften [Архівовано 6 жовтня 2014 у Wayback Machine.]. 1977. (Unvollständige Vorschau bei Google Bücher)
  - Bd. 3: Briefe. 1983. (Unvollständige Vorschau bei Google Bücher)